# Stanley Tshosane
Stanley Tshosane (ur. 16 stycznia 1957, zm. 25 kwietnia 2025) – botswański trener piłkarski. Selekcjoner rodzimej reprezentacji. Tshosane został początkowo powołany na tymczasowego selekcjonera, lecz z powodu braku funduszy na zatrudnienie trenera z "nazwiskiem" Botswańskiego związku, został zatrudniony na stałe. Pełnił funkcję selekcjonera do 2013 roku.